# Klavikord

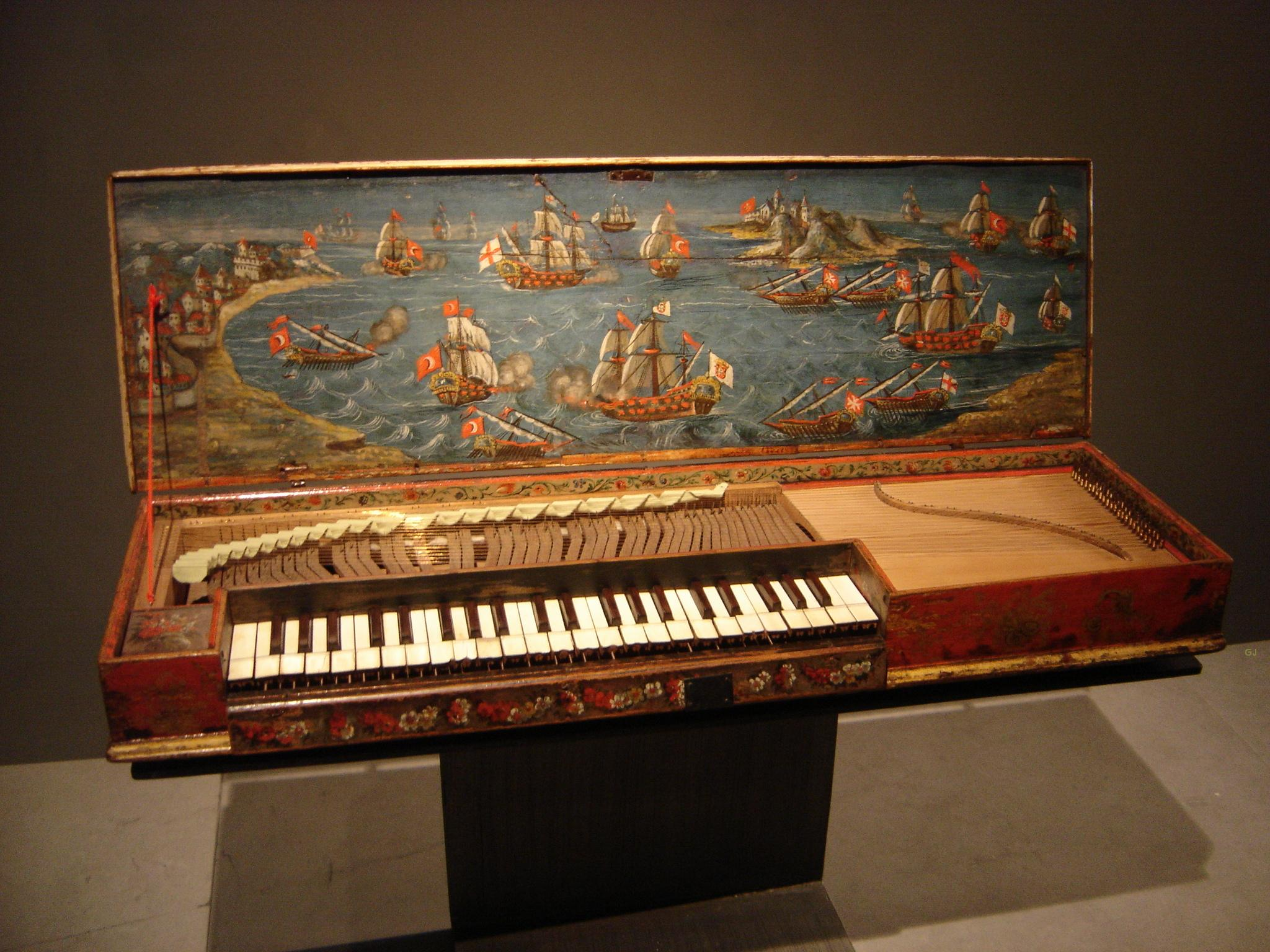
Klavikord "Lépante" som visas på Musée de la Musique, Paris

Klavikordet är en enklare typ av klaverinstrument. Det härrör från 1200–1300-talet, och instrumentet synes först ha utvecklats i England. Sin förebild har det utan tvivel dels i monokordet, vars flyttbara stall redan i liran torde stått modell för tangentsystemet, dels också i orgeln, nämligen beträffande klaviaturen.´
Det skilde sig från taffelpianot bland annat därför att det var mindre, hade strängar av mässing (alla lika långa) i stället för av stål samt saknade ofta fötter. Men den huvudsakliga skillnaden låg i anslagsmekaniken.
Strängarna löper vågrätt och vinkelrätt mot tangenterna. Varje tangent har en metalltunga, som slås mot strängen då tangenten trycks ned  och fungerade ungefär som ett plektrum. Samtidigt som tungan slår an tonen, fungerar den också som stall och förkortar strängen till önskad ton; den del av strängen som inte ska klinga dämpades av ett inflätat band mellan strängarna.
Så länge tangenten hålls nedtryckt är metalltungan i kontakt med strängen. På detta sätt vanns flera fördelar, som saknas hos ett piano. Tonen kan fortfarande påverkas efter anslaget; med förändring av trycket på den anslagna tangenten kan man tremulera, det vill säga åstadkomma ett vibrato (tekniken kallas bebung på tyska). Det går också att åstadkomma diminuendon och crescendon.
Tungans dubbelkaraktär gör att man kan använda samma sträng till flera toner genom att placera tungorna på olika ställen längs den, så länge inte den del av strängen som är på fel sida tungan och inte omvirad blir för lång. Ett klavikord med sålunda inbesparade strängar (för toner man ändå sällan spelade samtidigt) kallas bundet och var det vanliga fram till 1700-talet ungefär, då man började uppskatta sådana uttrycksfulla dissonanser som man behöver ett obundet klavikord till.
Först i början av 1700-talet konstruerade D. Faber klaver, som hade skilda strängar för alla tangenter, vilket för utförandet av till exempel Bachs Das wohltemperierte Klavier är oundgängligt.
Klaverets tonomfång var i början inte större än den guidoniska monokordens, eller g–e2 utan andra övertangenter än b och b1; dock finner man redan på 1400-talet en fullt utvecklad klaviatur med ett omfång av över tre oktaver, och omkring 1530 var omfånget redan detsamma som ännu under Bachs tid, nämligen fyra oktaver, C–c3. Klaveret bibehöll sig ända till början av 1800-talet och hade då fem oktavers omfång (kontra-F–f3).
Konstruktionen gör klavikordet till ett tonsvagt instrument som lämpar sig bäst för hemmamusicerande. Där var det å andra sidan det vanliga klaverinstrumentet ända tills pianot slog igenom; cembalon var ett dyrare och svårskött instrument för stora salar. I Sverige var det vanligen klavikordet man åsyftade med ordet klaver.
De flesta klavikord har formen av en avlång trälåda med uppfällbart lock och klaviaturen längs ena långsidan, avsedd att läggas på ett bord eller en lätt bock, i storlek ungefär som en vanlig modern synt. Särskilt i Sverige byggde man dock mot slutet av 1700-talet större klavikord, som till det yttre liknade den tidens cembalor och fortepianon, och som var så pass tonstarka att de möjligen bidrog till att pianot slog igenom långsammare i Sverige än på kontinenten. I Sverige användes benämningen Stockholmsklaver.
Klavikordet hade sin storhetstid under den så kallade "känslosamma epoken" (samtida med den mer kända "galanta stilen") under 1700-talets förra hälft; i Sverige även under den gustavianska tiden. Men det hade ett liv också långt senare: musikläraren och naiv-målaren Josabeth Sjöberg från Stockholm avbildar sitt 'Stockholmsklaver' i sju av sina interiörakvareller så sent som 1862; det var först året därpå som ett arv gjorde att hon hade råd att ersätta det med en taffel.
Under benämningen "klaver" inbegripes ofta även klavecinen (cembalo), som utvecklade sig föga senare än klavikorden och skilde sig från denna däruti, att cembalon hade en särskild sträng för varje tangent, stämd i respektive ton, och att anslaget skedde, inte genom strängens beröring med mässingsstift, utan genom dess knäppning med spetsiga korppennor, fästa i trästavar. Anslaget var ögonblickligt och jämstarkt och hade inte klaverets uttrycksförmåga, däremot var den klangfullare och mera lämplig som briljant konsertinstrument samt nyttjades till att dirigera orkestern och att ackompanjera recitativen.